# NGC 5820
NGC 5820 (również PGC 53511, UGC 9642 lub Arp 136) – galaktyka soczewkowata (S0), znajdująca się w gwiazdozbiorze Wolarza. Odkrył ją William Herschel 5 maja 1788 roku.